# Friedrichsbrunn
Friedrichsbrunn ist ein Ortsteil der Stadt Thale im Landkreis Harz in Sachsen-Anhalt. Er wurde 1999 als Erholungsort und 2010 als Luftkurort staatlich anerkannt.

## Geographie

### Lage
Friedrichsbrunn liegt im Naturpark Harz/Sachsen-Anhalt etwa 7 km südlich der Kernstadt von Thale auf 499 bis 575 m ü. NN. Nördlich des Dorfs entspringt der Wurmbach, östlich liegen der Wegenerskopf (587,1 m ü. NN), höchste Erhebung des Rambergmassivs, und die Quelle des Kleinen Uhlenbachs und westlich entspringt der Tiefenbach. Durch Friedrichsbrunn führt die Landesstraße 239 (Güntersberge–Friedrichsbrunn–Bad Suderode; Hauptstraße), von der direkt nordöstlich des Dorfs die nach Thale führende L 240 (Thalenser Straße) abzweigt.

### Klima

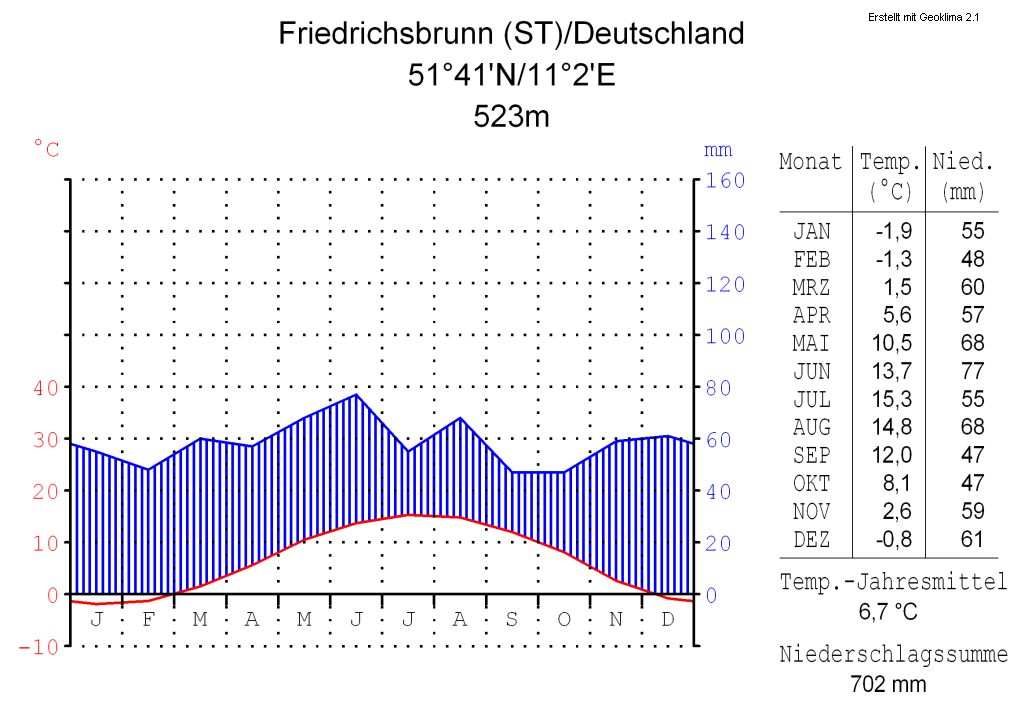
Klimadiagramm von Friedrichsbrunn

Die durchschnittliche Lufttemperatur in Friedrichsbrunn beträgt 6,7 °C, der jährliche Niederschlag 702 Millimeter.

## Geschichte

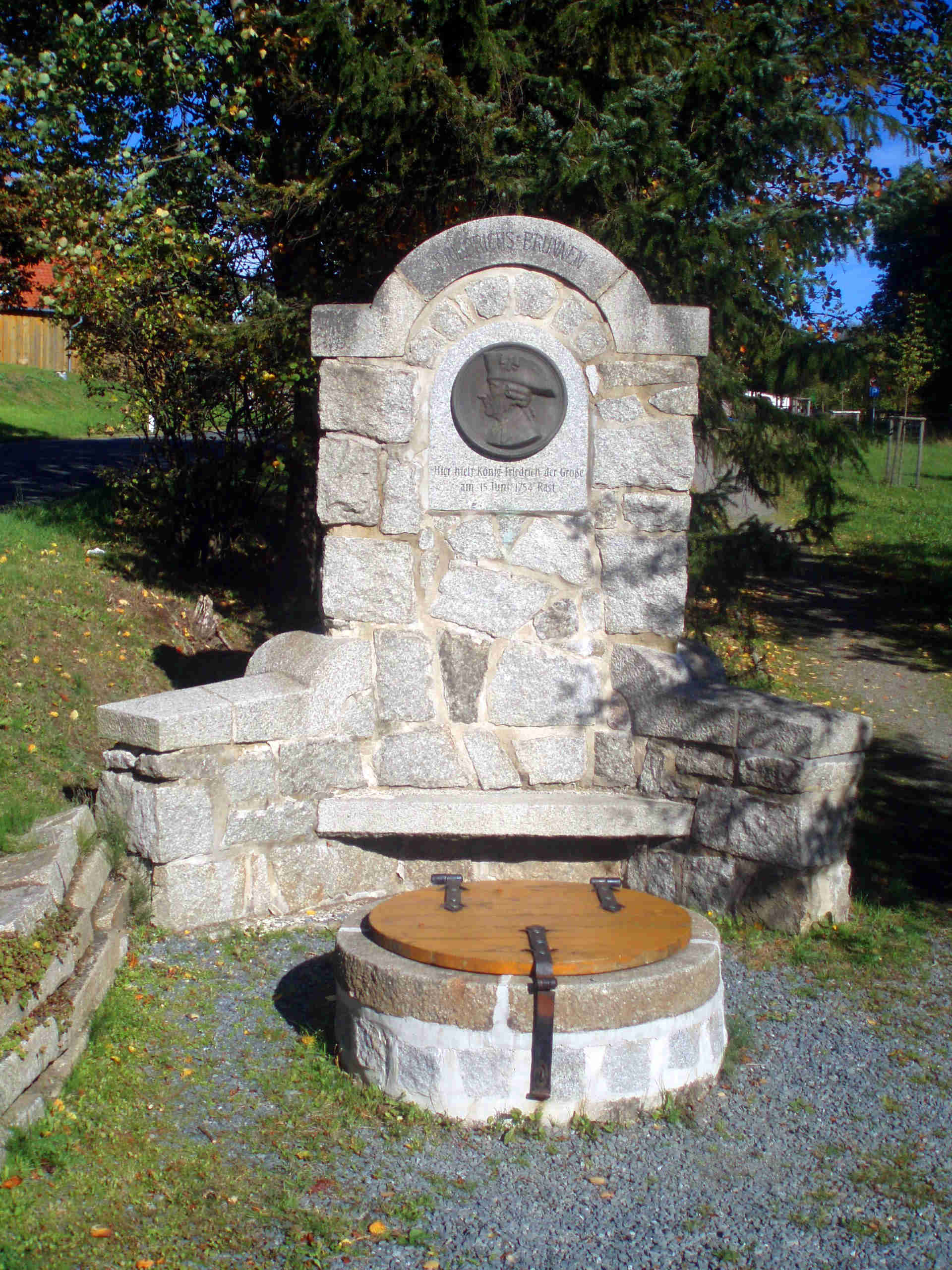
Friedrichsbrunnen

Die Gründung von Friedrichsbrunn geht auf einen seit dem 11. Jahrhundert an einem Brunnen liegenden Rastplatz der Heerstraße zwischen Quedlinburg und Nordhausen zurück.
Im Jahr 1680 wurden an diesem Brunnen, der „Ungetreue Brunnen“ genannt wurde, ein preußisches Grenzwächterhaus und ein Vorwerk der Domäne Stecklenberg errichtet. Auf Geheiß von Friedrich dem Großen siedelten sich in den Jahren zwischen 1773 und 1775 50 Familien als Kolonisten an. Der neu entstandene Ort erhielt die Bezeichnung Friedrichsbrunn.
Die touristische Entwicklung begann im Jahr 1884, als die ersten Sommergäste ihren Urlaub in diesem Ort verbrachten. Zum Höhenluftkurort ernannt, wurden noch vor dem Ersten Weltkrieg in Friedrichsbrunn zwei Sanatorien, drei größere Hotels und zahlreiche kleinere Pensionen errichtet. In der Zeit der Weltkriege dienten die Einrichtungen von Friedrichsbrunn als Lazarette.
1949 wurde Friedrichsbrunn zum „Heilklimatischen Kurort und Wintersportplatz“ ernannt. Bis zu 20.000 Urlauber und Kurpatienten erholten sich bis 1990 jährlich in diesem Ort. Nach der Wende brach der Massentourismus ein. Der Ort richtete sich nun auf Individual- und Kurzurlauber ein.
Zu DDR-Zeiten wurde im Ort das Kinderheim „Bruno Tesch“ betrieben, in dem Kinder mit sozialer Indikation erzogen und bis zum Abschluss der zehnten Klasse der POS gebildet wurden. Das Heim legte nach 1990 den Namen dieses Widerstandskämpfers und NS-Opfers ab und betreut heute Kinder unter dem Titel „Zur Tannenspitze“. Es gab im Ort auch das Pionierferienlager "Erich Weinert", in dem westdeutsche Kinder durch die Deutsche Kommunistische Partei (DKP) Ferienwochen erleben konnten.
Am 23. November 2009 wurde die bis dahin selbstständige Gemeinde Friedrichsbrunn nach Thale eingemeindet.

### Geschichtsdenkmale

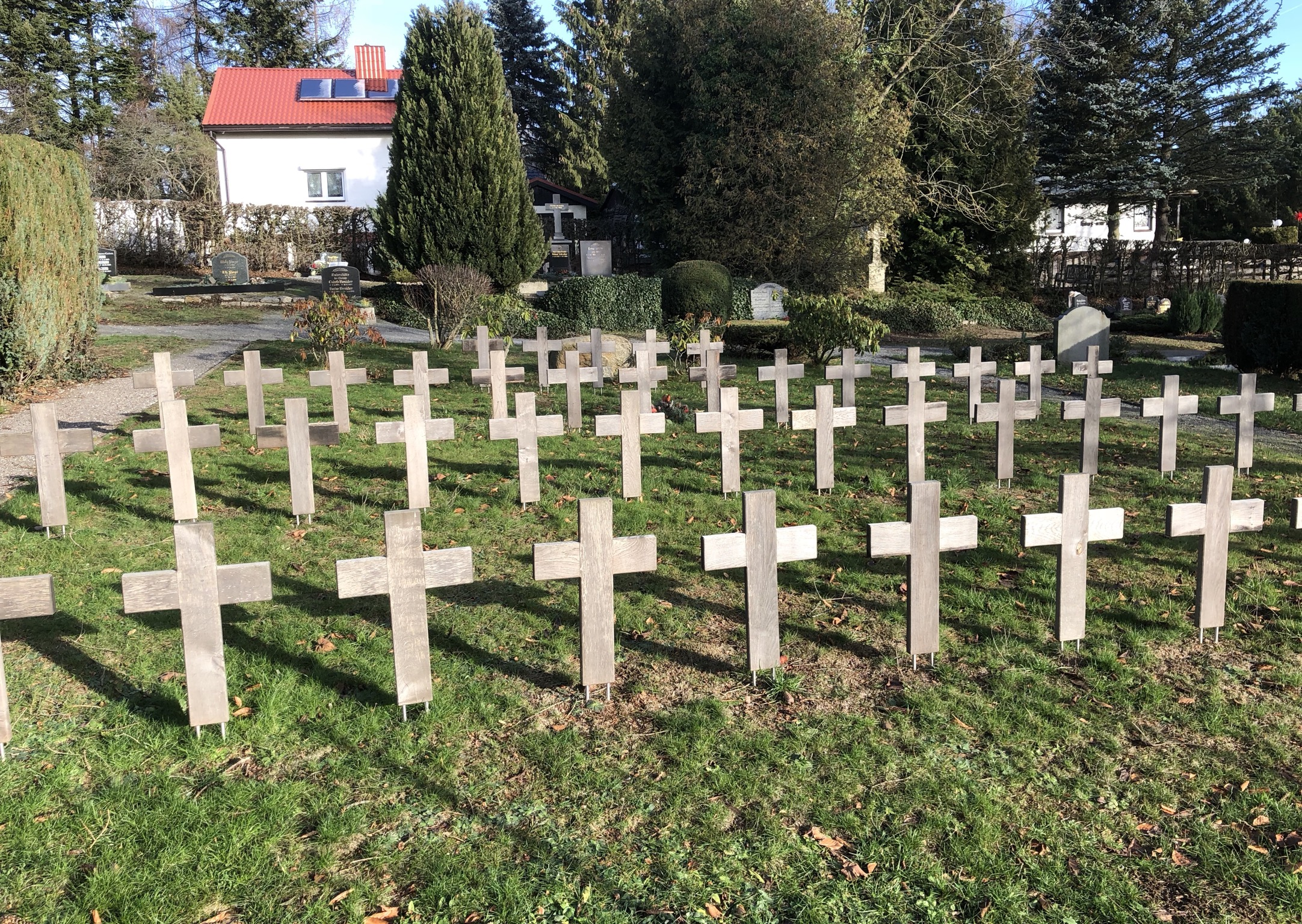
Grabkreuze auf dem Friedhof Friedrichsbrunn

- In der Waldstraße 7 befindet sich das Bonhoeffer-Haus (Friedrichsbrunn), das ehemalige Ferienhaus der Familie von Dietrich Bonhoeffer. Dort wurde 1986 eine Gedenktafel zur Erinnerung an den Theologen der Bekennenden Kirche angebracht, der dem militärischen Widerstand gegen das Naziregime zuarbeitete und 1945 im KZ Flossenbürg ermordet wurde. Heute ist das Haus eine Gedenk- und Begegnungsstätte mit Café, Pension und einer ständigen Ausstellung über das Leben der Familie Bonhoeffer in Friedrichsbrunn. Die Kirche wurde in Bonhoeffer-Kirche umbenannt.

- Auf dem Friedhof befinden sich die Grabstätten von vier ungarischen und eines sowjetischen Zwangsarbeiters (alle namentlich genannt) sowie dreier unbekannter, die während des Zweiten Weltkrieges Opfer von Zwangsarbeit wurden.

- Auf dem Friedhof ruhen, gekennzeichnet durch lange Reihen von Grabkreuzen, im April 1945 ums Leben gekommene deutsche Soldaten.

## Politik

### Wappen
Blasonierung: „Geviert; Feld 1 und 4: in Grün eine schräglinke silberne Axt; Feld 2 und 3: in Silber ein grüner Hirschkopf im Visier mit zwölfendigem Geweih.“
Das Wappen wurde 1997 vom Magdeburger Kommunalheraldiker Jörg Mantzsch gestaltet und ins Genehmigungsverfahren geführt. Es nimmt Bezug auf die Jagd- und Forstwirtschaft, die von alters her Erwerbsquelle war.

### Flagge
Der Ort führt eine grün-weiße Streifenflagge (1:1) mit mittig aufgesetztem Wappen.

## Sehenswürdigkeiten
Zu den Sehenswürdigkeiten und Ausflugszielen in und nahe Friedrichsbrunn gehören:
- Burg Erichsberg (auch Erichsburg genannt), Burgstall, 1346 zerstört
- Viktorshöhe (581,5 m ü. NN), einst beliebtes Ausflugsziel
- Ski- und Heimatmuseum Friedrichsbrunn, einziges Ski- und Wintersportmuseum in Sachsen-Anhalt